# Emmanuelle (2024)
Emmanuelle is een Franse erotische film uit 2024, geregisseerd en mede geschreven door Audrey Diwan en gebaseerd op de gelijknamige roman van de Franse schrijfster Emmanuelle Arsan. De hoofdrol wordt vertolkt door Noémie Merlant.

## Verhaal
De film volgt de jonge vrouw Emmanuelle en haar de seksuele avonturen door middel van een reeks expliciete erotische fantasieën.

## Rolverdeling
| Acteur                 | Personage           |
| ---------------------- | ------------------- |
| Noémie Merlant         | Emmanuelle          |
| Naomi Watts            | Margot              |
| Will Sharpe            | Kei                 |
| Jamie Campbell Bower   | Sir John            |
| Carole Franck          | Emmanuelle's moeder |
| Chacha Huang           | Zelda               |
| Anthony Wong Chau-sang | het "Oog"           |

## Productie
In mei 2022 werd aangekondigd dat Léa Seydoux de hoofdrol zou spelen in de film, waarbij Audrey Diwan zou regisseren en produceren op basis van een scenario dat ze samen met Rebecca Zlotowski schreef, gebaseerd op de roman Emmanuelle van Emmanuelle Arsan. In februari 2023 voegde Noémie Merlant zich bij de cast ter vervanging van Seydoux.
De filmopnames gingen van start in oktober 2023 in Parijs. Er werd ook gefilmd in Hongkong. De opnames waren in december 2023 afgerond.

## Release
Emmanuelle ging op 20 september 2024 in première als openingsfilm van het Internationaal filmfestival van San Sebastián.